# Puppet on a String
«Puppet on a String» —  песня 1965 года, оригинальным исполнителем которой был Элвис Пресли.
Она была написана Роем Си Беннеттом и Сидом Терпером и записана Элвисом для фильма «Девушка счастлива» кинокомпании MGM (вышедшего в кинотеатрах 14 апреля 1965 года).
Пресли записал свой вокал для «Puppet on a String» и нескольких других песен (поверх уже ранее записанной музыкантами минусовки) во время сессии звукозаписи в студии Radio Recorders in Калвер-Сити  16 июня 1964 года.
Песня вышла в США как сингл с «Wooden Heart» на оборотной стороне. «Puppet on a String» достигла максимального 14 места в чарте Billboard Hot 100 на неделе, на которую пришлась суббота 12 апреля 1965 года. (Другой сингл с того же кинофильма, «Do the Clam», вышел раньше и достиг 21 места.)

## Музыкальный стиль и текст
«Puppet on a String» — это любовная песня в жанре easy listening.

## Чарты
| Чарт (1965)             | Наив. поз. |
| ----------------------- | ---------- |
| США (Billboard Hot 100) | 14         |